# Aeroporti in Belgio

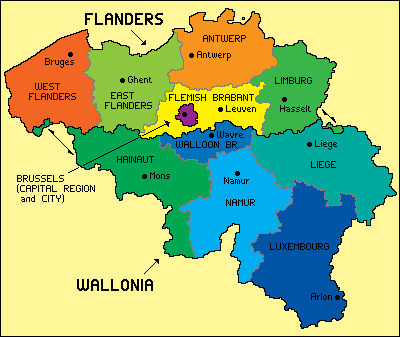
Suddivisione del Belgio

Questo è un elenco degli aeroporti in Belgio, divisi per regione.

## Aeroporti principali
Principali aeroporti del Belgio:
| Nome                                                    | Città                         | ICAO      | IATA | Tipo              |
| ------------------------------------------------------- | ----------------------------- | --------- | ---- | ----------------- |
| Fiandre                                                 |                               |           |      |                   |
| Aeroporto di Anversa-Deurne                             | Anversa / Deurne              | EBAW      | ANR  | Pubblico          |
| Aeroporto di Balen-Keiheuvel                            | Balen                         | EBKH      |      | Pubblico          |
| Base aerea di Brasschaat                                | Brasschaat                    | EBBT      |      | Militare          |
| Aeroporto di Ostenda                                    | Bruges / Ostenda              | EBOS      | OST  | Pubblico          |
| Aeroporto di Brustem                                    | Brustem                       | EBST      |      | Pubblico          |
| Campo di volo di Zwartberg                              | Genk                          | EBZW      |      | Pubblico          |
| Aeroporto di Geraardsbergen                             | Geraardsbergen / Overboelare  | EBGG      |      | Pubblico          |
| Base aerea di Goetsenhoven                              | Goetsenhoven                  | EBTN      |      | Militare          |
| Campo di volo di Grimbergen                             | Grimbergen                    | EBGB      |      | Pubblico          |
| Aeroporto di Hasselt                                    | Hasselt                       | EBZH      | QHA  | Pubblico          |
| Aeroporto di Hoevenen                                   | Hoevenen                      | EBHN      |      | Pubblico          |
| Base aerea di Kleine Brogel                             | Kleine Brogel                 | EBBL      |      | Militare          |
| Base aerea di Koksijde                                  | Koksijde                      | EBFN      |      | Militare          |
| Aeroporto di Courtrai-Wevelgem                          | Courtrai / Wevelgem           | EBKT      | KJK  | Pubblico          |
| Base aerea di Beverlo                                   | Leopoldsburg / Beverlo        | EBLE      |      | Militare          |
| Aeroporto di Moorsele                                   | Moorsele                      | EBMO      |      | Pubblico/Militare |
| Base aerea di Ursel                                     | Ursel                         | EBUL      |      | Militare          |
| Base aerea di Weelde                                    | Weelde                        | EBWE      |      | Militare          |
| Aeroporto di Bruxelles-National Base aerea di Melsbroek | Zaventem (vicino a Bruxelles) | EBBR EBMB | BRU  | Pubblico Militare |
| Campo di volo di Zoersel-Oostmalle                      | Zoersel / Oostmalle           | EBZR      | OBL  | Pubblico/Militare |
| Base aerea di Zutendaal                                 | Zutendaal                     | EBSL      |      | Militare          |
| Vallonia                                                |                               |           |      |                   |
| Base aerea di Beauvechain                               | Beauvechain                   | EBBE      |      | Militare          |
| Base aerea di Jehonville                                | Bertrix                       | EBBX      |      | Militare          |
| Aeroporto di Cerfontaine                                | Cerfontaine                   | EBCF      |      | Pubblico          |
| Aeroporto di Charleroi-Bruxelles Sud                    | Charleroi                     | EBCI      | CRL  | Pubblico          |
| Base aerea di Chièvres (U.S. Air Force)                 | Chièvres                      | EBCV      |      | Militare          |
| Base aerea di Florennes                                 | Florennes                     | EBFS      |      | Militare          |
| Aeroporto di Liegi-Bierset                              | Liegi                         | EBLG      | LGG  | Pubblico          |
| Aeroporto di Suarlée                                    | Namur                         | EBNM      | QNM  | Pubblico          |
| Aeroporto di Saint-Ghislain                             | Saint-Ghislain                | EBSG      |      | Pubblico          |
| Aeroporto di Saint-Hubert                               | Saint-Hubert                  | EBSH      |      | Pubblico          |
| Base aerea di Saint-Hubert                              | Saint-Hubert                  | EBSU      |      | Militare          |
| Aeroporto di Spa-La Sauvenière                          | Spa                           | EBSP      |      | Pubblico          |
| Aeroporto di Verviers                                   | Theux                         | EBTX      |      | Pubblico          |
| Aeroporto di Maubray                                    | Tournai                       | EBTY      |      | Pubblico          |